# Anisostena
Anisostena is een geslacht van kevers uit de familie bladkevers (Chrysomelidae).
De wetenschappelijke naam van het geslacht werd in 1910 gepubliceerd door Julius Weise.

## Soorten
- Anisostena angustata Pic, 1934
- Anisostena ariadne (Newman, 1841)
- Anisostena arizonica (Schaeffer, 1933)
- Anisostena bellula (Baly, 1864)
- Anisostena bicolor (Smith, 1885)
- Anisostena bicoloriceps Pic, 1928
- Anisostena bondari (Maulik, 1929)
- Anisostena breveapicalis Pic, 1934
- Anisostena californica (Van Dyke, 1925)
- Anisostena confusa Staines, 1994
- Anisostena cyanea (Staines, 1994)
- Anisostena cyanoptera (Suffrian, 1868)
- Anisostena daguerrei Uhmann, 1938
- Anisostena elegantula (Baly, 1864)
- Anisostena fasciata Maulik, 1930
- Anisostena funesta (Baly, 1885)
- Anisostena gracilis (Horn, 1883)
- Anisostena kansana (Schaeffer, 1933)
- Anisostena lecontii (Baly, 1864)
- Anisostena missionensis Monrós & Viana, 1947
- Anisostena nigrita (Olivier, 1808)
- Anisostena nunenmacheri (Weise, 1907)
- Anisostena perspicua (Horn, 1883)
- Anisostena pileati (Baly, 1864)
- Anisostena promta Weise, 1910
- Anisostena scapularis Uhmann, 1964
- Anisostena suturalis (Weise, 1907)
- Anisostena texana (Schaeffer, 1933)
- Anisostena trilineata (Baly, 1864)
- Anisostena vittata Staines, 1994
- Anisostena warchalowskii Staines, 1932